# Pablo Desvernine y Legrás
Pablo Desvernine y Legrás (La Habana, 1823-La Habana, 1910) fue un pianista, profesor y musicólogo cubano.

## Biografía
Nació en agosto de 1823. Pianista habanero, fue discípulo de Edelmann en Cuba y de Kalbrenner en París, tuvo éxitos en Europa y América. Fue alumno en Nueva York de Mac Dowell. Desvernine, que cultivó el género clásico, falleció hacia comienzos de marzo de 1910 en La Habana. Contrajo matrimonio el 6 de enero de 1849 en La Habana con Liboria Carolina Galdós y fue padre de Pablo Desvernine y Galdós.